# バトルロイヤル

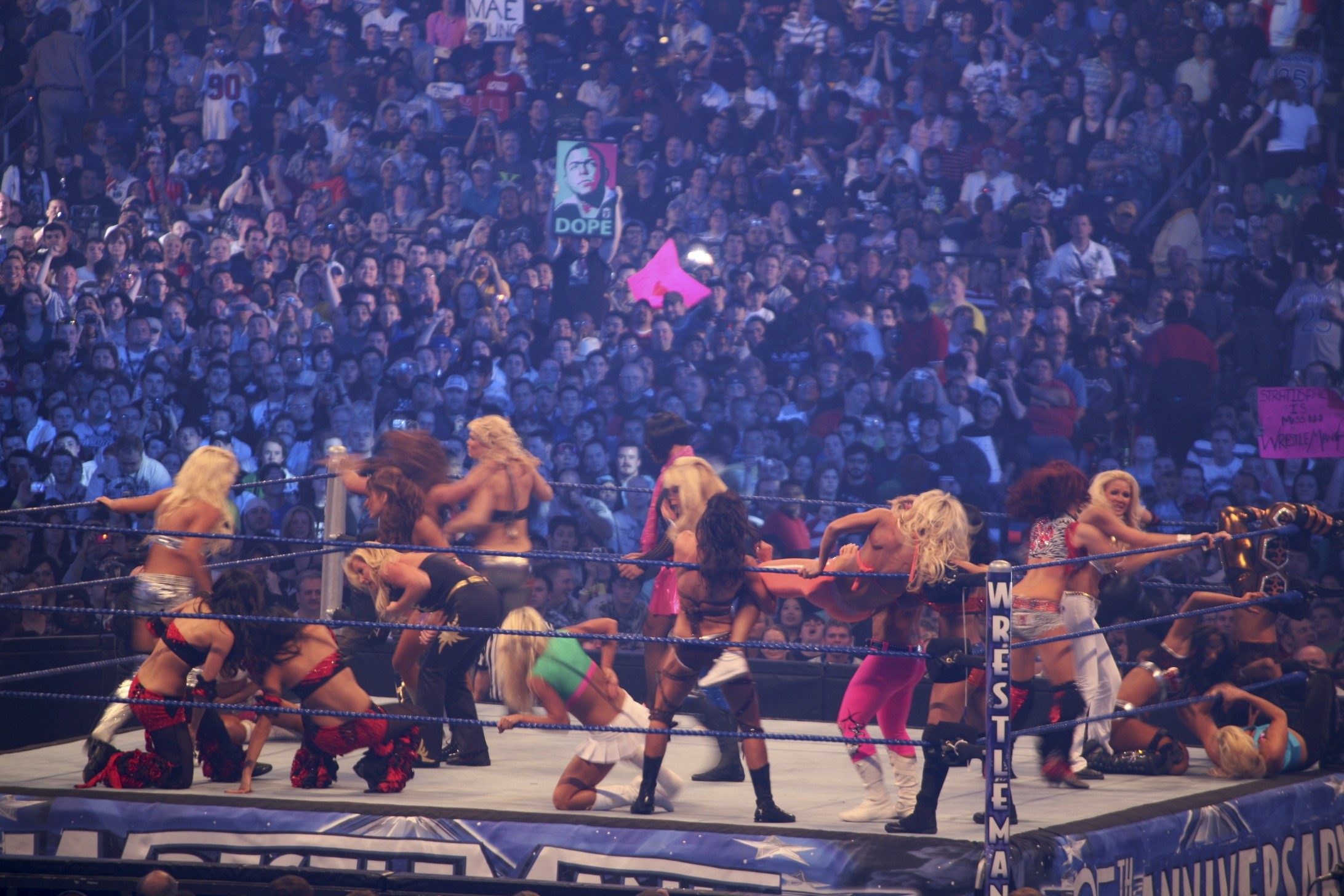
バトルロイヤル

バトルロイヤル（Battle Royal）は、プロレスなどで見られる試合形式の1つ。

## 概要
3名以上の個人またはチームが同時に戦い、自分または自分たち以外はすべて敵という状況の中で、失格にならずに最後まで生き残った個人またはチームを勝者と認めるというものである。
参加選手が一堂に会してから試合を始める形式と、参加選手が時間差で次々と入場してくる形式が存在する。後者の形式で最も有名なのがWWEの興行ロイヤルランブルで行われるバトルロイヤルである。勝利資格については、フォール・ギブアップのみ認めるもの、トップロープ越しに転落し場外に足をついた時点で敗者となるもの、それらの複合などが存在する。フォールについても多人数で一人を押さえ込むことが認められていることもある。
特殊な試合形式で『負け残りバトルロイヤル』があり、これは通常のバトルロイヤルと違い、勝った選手から退場し、最後に負けた選手が『一番弱いレスラー』と認定されるため、選手達も最後まで残らないように試合を行うので、独特な緊張感を味わえる。このルールではコントラ・マッチやリーグ戦などの出場枠決定を兼ねることが多い。
多人数で入り乱れる序盤には、うかつにフォールに行くとそのまま自分もほかのレスラーにフォールされてしまうことがある。特にキド・クラッチなどのクイック技や足4の字固めなどは危険である（あえて繰り出す場合もある）。
王座が空位の場合王座決定戦として利用される場合がある。
多数のレスラーが入り乱れるので、細かい攻防などは望むべくもないが、見た目の派手さとレスラー間の駆け引きが味わえるため、初見の客が多い地方における興行でよく行われる。1970年よりロサンゼルスのオリンピック・オーディトリアムで開かれていたNWAハリウッド・レスリングの新春興行において恒例となっていた。
全日本プロレスが正月に開催する新春興行では、ヘビー級・ジュニアヘビー級に分けて行われるのが恒例である。ローカルインディ団体の興行ではメインイベントとして参加全選手によるバトルロイヤルがよく行われている。
大阪プロレスには大阪プロレスバトルロイヤル王座が存在する。

## ジャンルとしてのバトルロイヤル
1999年の同名小説を原作とした2000年の映画『バトル・ロワイアル』が「バトルロイヤル」という言葉をポップカルチャーの中で再定義した。本作でも題名とゲームの由来がプロレスからだと説明されている。「バトルロイヤル（バトルロワイヤル）」という用語は、この映画に触発され殺し合いを含む複数での生き残りゲーム（デスゲームもの）のフィクション作品のジャンルを指すために使用されるようになった。また本作の影響で、バトルロワイアルまたはロワイヤル（royale）と呼ばれることが多くなった。これはあとの言葉のみをフランス語風に表記した混種語である。フランス語では bataille royale（バタイユ・ロワイヤル）になる。